# Jan Riise
Jan Kristian Riise, född 17 oktober 1957 i Norge, är en svensk politiker (miljöpartist). Han är ordinarie riksdagsledamot sedan 2022, invald för Hallands läns valkrets.
I riksdagen är Riise ledamot i civilutskottet sedan 2022. Han är även suppleant i trafikutskottet och utbildningsutskottet.